# 萃取蒸馏

流程圖顯示了提取蒸餾設備。 在這種情況下，混合物組件A和B通過溶劑E分離（在第二列中恢復）。

萃取蒸馏指是在有一种易溶、高沸点，并且不挥发的组分存在下的蒸馏，而这种溶剂本身并不与混合物中的其他组分形成恒沸物。萃取蒸馏通常用来分离一些相对挥发度很低甚至相等的物系。由于混合物中两组分的挥发度相近，使得它们蒸发时的温度和程度也类似，从而使分离变得困难。因此，相对挥发度很低的物系通常难以用简单的蒸馏过程所分离。
萃取蒸馏使用一种一般不挥发、具有高沸点，并且易溶的溶剂与混合物混合，但却并不与混合物中的组分形成恒沸物。这种溶剂与混合物中的各个组分发生不同的作用，令到他们的相对挥发度发生变化。从而使到他们可以在蒸馏过程中分离开来。挥发度高的组分被分离开并形成塔顶产品。塔釜产品则由溶剂和另一组分混合而成。由于溶剂并不与另一组分形成恒沸物，因此他们可以再用适合的方法分离开。
这种蒸馏方法的一个重要部分就是溶剂的选择。溶剂在把两组分分离开的过程中扮演着重要的角色。值得注意的是，在选择溶剂时，溶剂需要能显著改变相对挥发度，否则便会是徒劳的尝试。同时还要注意溶剂的经济性（需要使用的量、其本身的价格和其可用性）。还要容易在塔釜中分离开来。并且不能与各组分或混合物发生化学反应；也不能在设备中引起腐蚀。一个典型的例子就是用苯胺或其他合适的替代品作为溶剂，萃取蒸馏苯和环己烷形成的恒沸物。